# Telex (группа)
Telex — бельгийская синтпоп-группа, образованная в 1978 году в Брюсселе бывшим участником джаз-рок-группы Cos Марком Муленом (1942—2008), Даном Лаксманом и Мишелем Мером с намерением «создать что-нибудь по-настоящему европейское, непохожее на рок-музыку, без использования гитар: этим критериям больше всего соответствовала электронная музыка». Группа соединяла эстетику диско-музыки, панк-рока и экспериментальной электронной музыки.

## История
Поначалу музыканты Telex выпустили синтезаторную версию песни «Twist à St. Tropez» группы Les Chats Sauvages. За ней последовали: ультра-медленная версия рок-н-рольного стандарта «Rock Around the Clock» (34-е место в чарте синглов Великобритании) и расслабленная кавер-версия панк-композиции бельгийского исполнителя Пластика Бертрана «Ça Plane Pour Moi» (примерный перевод — «Все идет по плану»). Завершила серию кавер-версий песня «Dance to the Music», вошедшая в следующий альбом — Neurovision; первоначально её исполнил Слай Стоун.
Подобно группе Kraftwerk, музыканты Telex создавали свои композиции при помощи одних только электронных инструментов: отсюда несомненная схожесть звучания этих двух коллективов. Дебютный альбом группы, Looking for Saint Tropez, содержит международный хит «Moskow Diskow», одну из первых когда-либо изданных танцевальных электронных композиций.

### Неудача на конкурсе «Евровидение»
В 1980 году менеджер группы предложил музыкантам выступить на конкурсе Евровидения. Telex победили в предварительном конкурсе, проходившем на валлонском телеканале RTBF и попали в финал, однако заняли там только 17-е место (всего было 19 участников).

Мы надеялись занять последнее место, но Португалия решила по-другому, дав нам 10 баллов. Поэтому мы семнадцатые.
— Марк Мулен
Песня группы «Euro-Vision» — весёлая ритмичная композиция с банальным текстом о самом конкурсе. Позднее, группой была сочинена композиция под названием «Belgium- One Point» длительностью 3 секунды — итог их выступления на Евровидении. Эта композиция также дала название позднему коробочному переизданию первых 5 альбомов (включая синглы).

### Дальнейшая работа
Происшедшее на Евровидении было плохой новостью для британской звукозаписывающей компании Virgin Records, с которой у группы Telex был контракт. На Virgin решили представить Telex как часть движения новой романтики.
В записи третьего альбома Sex, принимали участие Рон и Рассел Маэлы из группы Sparks. В результате альбом получился похожим по звучанию на совместные работы группы Sparks и Джорджио Мородера. Telex не давали концертов и работали только в студии.
Четвёртый альбом, Wonderful World, раскупался вяло.
В 1986 году группа получила контракт с фирмой звукозаписи Atlantic Records и выпустила Looney Tunes, перегруженный электронными эффектами альбом, напоминающий по звучанию что-то среднее между работами групп The Art of Noise, Yello, Kraftwerk и Laid Back. Альбом не имел успеха, но к этому времени некоторые музыканты уже признавали, что на них оказали влияние ранние работы группы Telex.
В 1989 году участники группы Telex сделали ревизию своих старых записей и выпустили ремиксы некоторых из них.
В 1998 году вышел альбом ремиксов композиций группы I Don’t Like Music (Remixes), созданный известными исполнителями, такими, как Glenn Underground, Carl Craig, Shake, I:Cube, Dr. Rockit, Ian O'Brien, Buckfunk 3000.
В марте 2006 года на EMI Records вышел альбом How Do You Dance, состоящий из пяти оригинальных композиций и пяти кавер-версий.

## Дискография

### Студийные альбомы
- 1978 — Looking For St. Tropez
- 1980 — Neurovision
- 1981 — Sex (другое название «Birds and Bees», 1982, Великобритания)
- 1984 — Wonderful World
- 1986 — Looney Tunes
- 2006 — How Do You Dance?